# 36e corps d'armée de montagne (Allemagne)
Pour les articles homonymes, voir 36e corps d'armée.
Le 36e corps d'armée de montagne (en allemand : XXXVI. Gebirgs-Armeekorps) était un corps d'armée de l'armée de terre allemande: la Heer au sein de la Wehrmacht pendant la Seconde Guerre mondiale.

## Hiérarchie des unités
| Nom          | Nbre d'hommes       | Unités subalternes                | Grade de commandement                 |
| ------------ | ------------------- | --------------------------------- | ------------------------------------- |
| Heeresgruppe | + 300 000           | 2 à + Armeen (Armées)             | Generaloberst ou Generalfeldmarschall |
| Armee        | + 100 000 - 300 000 | 2 à + Armeekorps (Corps d'armées) | General ou Generaloberst              |
| Armeekorps   | + 30 000 - 80 000   | 2 à + Divisionen (Division)       | Generalleutnant ou General            |
| Division     | + 10 000 – 20 000   | 2 à 6 Brigaden (Brigade)          | Generalmajor ou Generalleutnant       |
| Brigade      | + 3 000 – 5 000     | jusqu'à 3 Regimentern (Régiment)  | Oberst ou Generalmajor                |

## Historique
Le XXXV. Gebirgs-Armeekorps est formé le 18 novembre 1941 dans le Wehrkreis II à partir du Höheren Kommandos z.b.V. XXXVI.
Il est affecté en Finlandeavant de retraiter en Norvège.

## Organisation

### Commandants successifs
| Date                                | Grade                     | Commandant        |
| ----------------------------------- | ------------------------- | ----------------- |
| 18 novembre 1941 - 30 novembre 1941 | General der Infanterie    | Hans Feige        |
| 30 novembre 1941 - Août 1944        | General der Infanterie    | Karl Weisenberger |
| 10 août 1944 - Mai 1945             | General der Gebirgstruppe | Emil Vogel        |

### Chef des Generalstabes
| Date                               | Grade               | Commandant     |
| ---------------------------------- | ------------------- | -------------- |
| 18 novembre 1941 - 31 octobre 1943 | Oberst i.G.         | Hermann Hölter |
| Novembre 1943 - ? 1945             | Oberstleutnant i.G. | Walter Schmidt |
| ? 1945 - ? 1945                    | Oberst i.G.         | Paumgarten     |

### 1. Generalstabsoffizier (Ia)
| Date                             | Grade      | Commandant                     |
| -------------------------------- | ---------- | ------------------------------ |
| 18 novembre 1941 - Décembre 1941 | Major i.G. | Wessel Freytag von Loringhoven |
| Décembre 1941 - Juin 1943        | Major i.G. | Friedrich Übelhack             |
| Juin 1943 - Juin 1944            | Major i.G. | Konrad Benze                   |
| Juin 1944 - ? 1945               | Major i.G. | Konrad Benze                   |

## Théâtres d'opérations
- Finlande : Novembre 1941 - Septembre 1944
- Norvège : Septembre 1944 - Mai 1945

## Ordre de batailles

### Rattachement d'Armées
| Date        | Armée             | Groupe d'Armées |
| ----------- | ----------------- | --------------- |
| 1941        |                   |                 |
| 18 novembre | AOK Norwegen      | OKH             |
| 1942        |                   |                 |
| 1er janvier | AOK Norwegen      | OKH             |
| Février     | AOK Norwegen      | OKH             |
| 22 juin     | 20. Gebirgs-Armee | OKH             |
| 1943        |                   |                 |
| 1er janvier | 20. Gebirgs-Armee | OKH             |
| 1944        |                   |                 |
| 1er janvier | 20. Gebirgs-Armee | OKH             |
| 1945        |                   |                 |
| 1er janvier | 20. Gebirgs-Armee | OKH             |

### Unités affectées à ce corps
- Korps-Nachrichten-Abteilung 436
- Arko 109
- Korps-Nachschubtruppen 436
- Gebirgs-Träger-Bataillon 56

### Unités subordonnées
Juin 1940
- 169. Infanterie-Division
- 71. Infanterie-Division

3 septembre 1941
- 6. finnische Division
- SS-Gebirgs-Division "Nord"
- 169. Infanterie-Division

12 août 1942
- 169. Infanterie-Division
- 163. Infanterie-Division

26 décembre 1943
- 163. Infanterie-Division
- 169. Infanterie-Division

20 mai 1944
- 163. Infanterie-Division
- 169. Infanterie-Division

16 septembre 1944
- 163. Infanterie-Division
- 169. Infanterie-Division

1er mars 1945
- Panzer-Brigade Norwegen
- MG-Ski-Brigade Finnland

1er janvier 1945
- 163. Infanterie-Division
- 169. Infanterie-Division

## Sources
- (de) XXXVI. Gebirgs-Armeekorps sur lexikon-der-wehrmacht.de